# (396) Aeolia
(396) Aeolia ist ein Asteroid des mittleren Hauptgürtels, der am 1. Dezember 1894 vom französischen Astronomen Auguste Charlois am Observatoire de Nice bei einer Helligkeit von 13,5 mag entdeckt wurde.
Der Asteroid ist benannt nach dem antiken Land Aiolis im Nordwesten Kleinasiens nahe der Ägäis. Aiolos war der Gott der Stürme und Winde und angeblich ein großer Astronom. Eine andere mögliche Deutung bezieht sich auf die Liparischen Inseln im Tyrrhenischen Meer nordöstlich von Sizilien, die auch Äolische Inseln genannt werden. Die Benennung erfolgte 1903 durch den Entdecker.

## Wissenschaftliche Auswertung
Aus Ergebnissen der IRAS Minor Planet Survey (IMPS) wurden 1992 erstmals Angaben zu Durchmesser und Albedo für zahlreiche Asteroiden abgeleitet, darunter auch (396) Aeolia, für die damals Werte von 34,1 km bzw. 0,17 erhalten wurden. Eine Auswertung von Beobachtungen durch das Projekt NEOWISE im nahen Infrarot führte 2011 zu vorläufigen Werten für den Durchmesser und die Albedo im sichtbaren Bereich von 37,3 km bzw. 0,14. Nach neuen Messungen mit NEOWISE wurden die Werte 2014 auf 39,2 km bzw. 0,13 korrigiert. Nach der Reaktivierung von NEOWISE im Jahr 2013 und Registrierung neuer Daten wurden die Werte 2015 zunächst mit 46,8 km bzw. 0,08 angegeben und dann 2016 korrigiert zu 26,9 km bzw. 0,17, diese Angaben beinhalten aber alle hohe Unsicherheiten.
Photometrische Messungen des Asteroiden fanden erstmals statt am 7. und 11. Oktober 1975 am Observatorium Kvistaberg in Schweden. Aus den registrierten Daten konnte nur eine grobe Abschätzung der Rotationsperiode zu >12 h erfolgen. Neue Beobachtungen erfolgten vom 16. September bis 23. Oktober 2016 während sieben Nächten am Organ Mesa Observatory in New Mexico. Aus der aufgezeichneten Lichtkurve konnte nun eine Rotationsperiode von 14,353 h bestimmt werden. Weitere Messungen vom 22. Dezember 2021 bis 30. Januar 2022 während sieben Nächten am Deep Sky West Observatory und am New Mexico Skies Observatory, beide in New Mexico, konnten dieses Ergebnis mit einer abgeleiteten Periode von 14,353 h exakt bestätigen.
Im Jahr 2023 wurde aus photometrischen Messungen von Gaia DR3 erstmals ein dreidimensionales Gestaltmodell des Asteroiden für zwei alternative Rotationsachsen mit prograder Rotation und einer Periode von 14,3531 h berechnet.

## Aeolia-Familie
(396) Aeolia ist das größte Mitglied einer Asteroidenfamilie mit ähnlichen Bahneigenschaften, wie eine Große Halbachse von 2,72–2,76 AE, eine Exzentrizität von 0,16–0,18 und eine Bahnneigung von 3,1°–3,7°. Taxonomisch handelt es sich hauptsächlich um Asteroiden der Spektralklasse C, die mittlere Albedo liegt bei 0,10. Die Aeolia-Familie umfasste im Jahr 2019 über 765 bekannte Mitglieder, ihr Alter wird auf 95 ± 21 Mio. Jahre geschätzt.